# Церква Різдва Пресвятої Богородиці (Вишнівчик)
Церква Різдва Пресвятої Богородиці у Вишнівчику — парафія і храм греко-католицької громади Зарваницького деканату Тернопільсько-Зборівської архієпархії Української греко-католицької церкви в селі Вишнівчик Тернопільського району Тернопільської области.

## Історія церкви
Церква, що розташована у селі, є колишнім костелом Небовзяття Пресвятої Діви Марії, будівництво якого тривало з 1853 по 1871 рік. Після 1949 року костел використовували як склад для добрив та зерна, а наприкінці 1980-х років влада наказала засипати руїни сміттям.
Парафія була утворена у 1991 році, коли греко-католицька громада відремонтувала споруду колишнього костелу. Кошти на відновлення надали жителі села. У 1997–1998 роках художник Василь Бронецький розписав церкву та іконостас, якому позолочувати допомагала його дружина Ольга. У 1992 році владика Михаїл Сабрига освятив храм на честь Різдва Пресвятої Богородиці.
Парафія і храм належать до УГКЦ з 1991 року. До Другої світової війни громада мала власну церкву, але її розібрали за наказом обласної влади, щоб використати камінь для будівництва стаєнь у с. Котузів. У 2013 році з єпископською візитацією приїжджав митрополит Василій Семенюк.
У церкві зберігається Вишнівчицька чудотворна ікона, однак храм і парафія не мають статусу [відпустового місця. При парафії діють: Марійська і Вівтарна дружини, спільнота «Матері в молитві» та братство Матері Божої Неустанної Помочі. Катехизацію проводять сестри ЧСВВ та о. Павло Магас. Нерухомим майном парафії є будівля храму Різдва Пресвятої Богородиці та каплиця, що розташована поруч.

## Парохи
- о. Филип Чолій,
- о. Мирон Головінський,
- о. Григорій Дурделло,
- о. Мартин Матей (1945—1946),
- о. Іван Якимів (1991—1992),
- о. Мирослав Богак (1992—1996),
- о. Ігор Чибрас (1997—2003),
- о. Андрій Підгородецький (2003—2006),
- о. Павло Магас (з 2006).